# Vielle-Saint-Girons
Vielle-Saint-Girons (gaskonsko Vièla e Sent Gironç), je naselje in občina v francoskem departmaju Landes regije Akvitanije. Naselje je leta 2009 imelo 1.160 prebivalcev.

## Geografija
Kraj leži v pokrajini Gaskonji 35 km severozahodno od Daxa. Na obali Biskajskega zaliva 9 km severozahodno od središča občine se nahaja letovišče Saint-Girons-Plage.

## Uprava
Občina Vielle-Saint-Girons skupaj s sosednjimi občinami Castets, Léon, Lévignacq, Linxe, Lit-et-Mixe, Saint-Julien-en-Born, Saint-Michel-Escalus, Taller in Uza sestavlja kanton Castets s sedežem v Castetsu. Kanton je sestavni del okrožja Dax.

## Zanimivosti
Skozi Vielle-Saint-Girons poteka primorska varianta romarske poti v Santiago de Compostelo, tim. Voie de Soulac.
- cerkev sv. Geroncija,
- cerkev sv. Janeza, Vielle.

- Cerkev sv. Geroncija
- Cerkev sv. Janeza